# Castre d'Antist

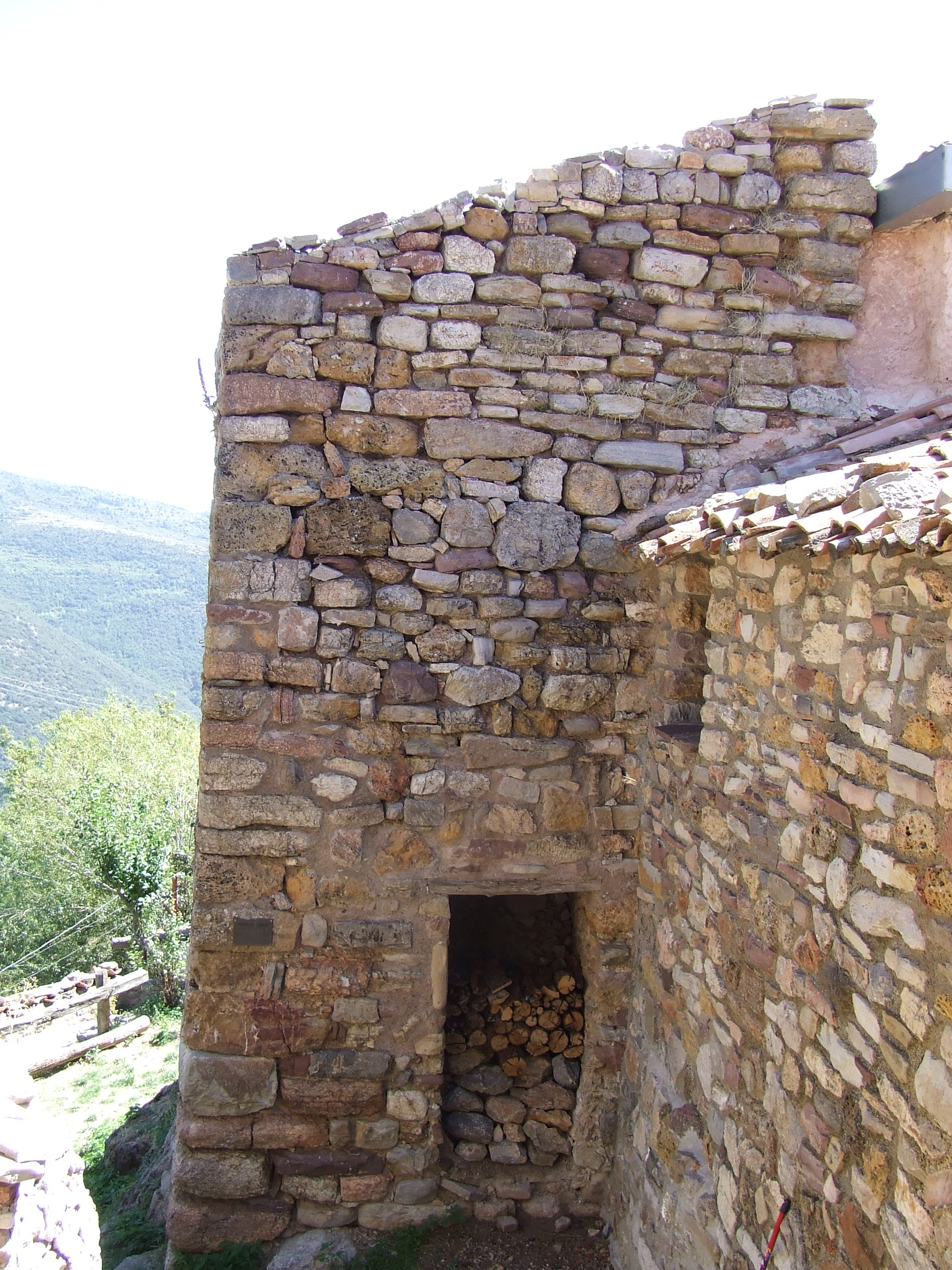
La Torre del Carlà, costat de ponent

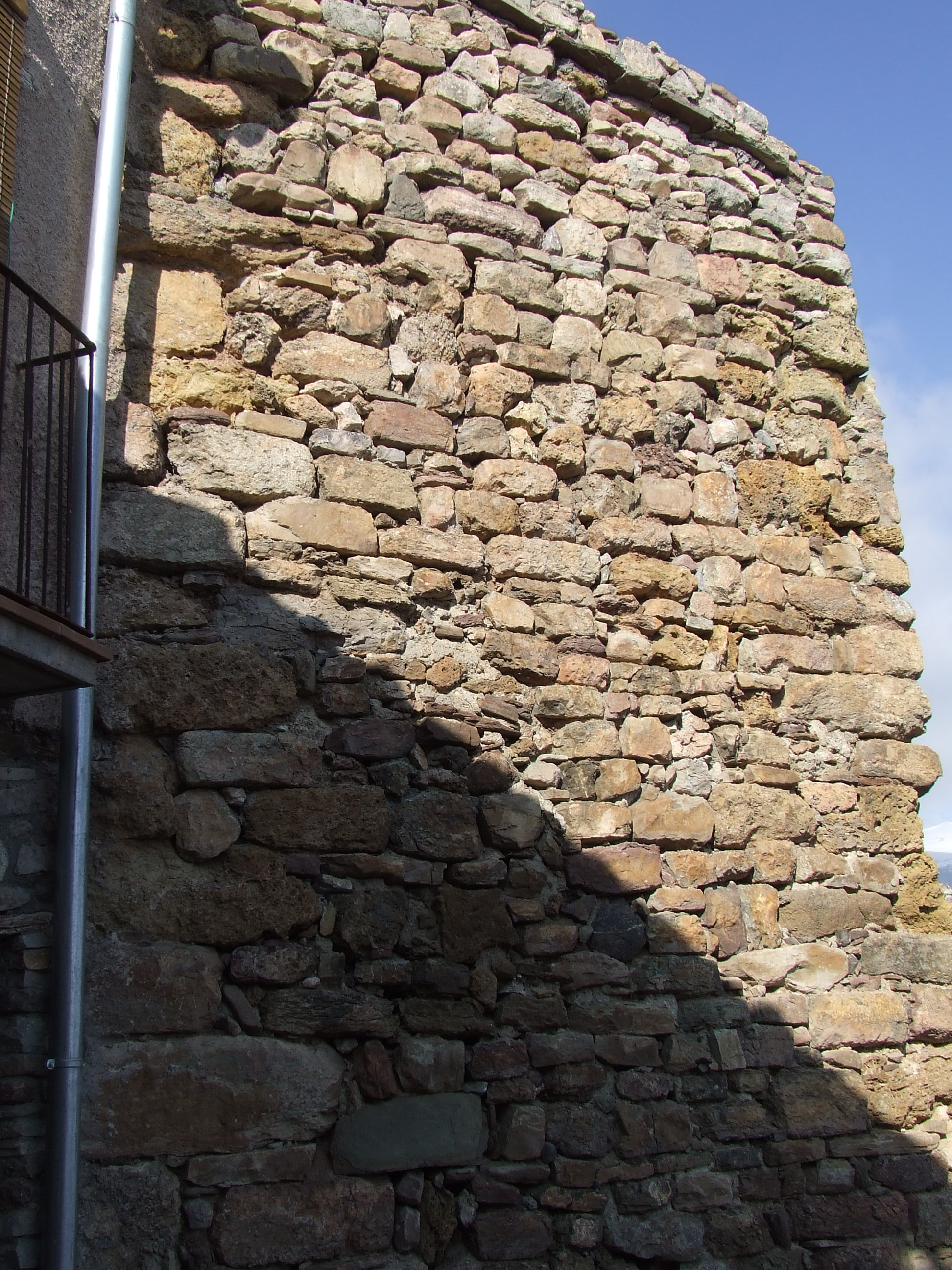
La Torre del Carlà, costat de llevant

El Castre d'Antist és una fortalesa medieval reconvertida en poble amb el pas del temps, situada en el poble d'Antist, dins del terme municipal de la Torre de Cabdella, del Pallars Jussà. Es tracta d'un castell senyorial del segle xi.
El castre d'Antist mostra àrees diferenciades dins del seu recinte. Hi destaca la Torre del Carlà, de planta quadrada i 4,5 m de costat a l'exterior. Les seves parets fan 1,5 m de gruix. Era una torre exempta, de força alçada, tot i que només se'n conserva aproximadament la meitat: uns vuit metres.
Actualment la torre té cases afegides a un costat que originàriament no tenia. El fet que s'entri al poble precisament pel costat de la torre fa pensar que podia haver estat una defensa de l'entrada en el poble, però per la seva grandiositat, quan era sencera, fa pensar més en la torre de l'homenatge del castell. L'accés era des de dins del recinte clos del poble. Per l'aparell i les formes constructives, es tracta d'una torre de prop de l'any 1000.

## Etimologia
La Torre del Carlà deu el seu nom al senyor del lloc, carlà o castlà (de castellà, senyor del castell).

## Antist
Antist no està gaire documentat. Només apareix entre els castells pels quals Guillem de Bellera promet valença a Pere II d'Aragó el 1281, a conseqüència de la desfeta de Balaguer.
Al voltant de la torre del Carlà s'ordenen totes les cases del poble, amb les portes mirant a l'interior, i la part de darrere formant la murada que tancava el poble. Feia la volta al conjunt un camí de ronda, a l'altra banda del qual cada casa del poble hi construí la seva era. Més lluny hi ha l'església parroquial, dedicada a sant Esteve, actualment abandonada i en constant degradació.
El camí d'accés al poble feia tota la volta al recinte, augmentant així el valor defensiu del mateix clos de les cases. S'entrava pel costat de la torre, on hi havia el portal, i l'únic carrer interior donava accés a totes les cases del poble.